# Vasili Tropinin

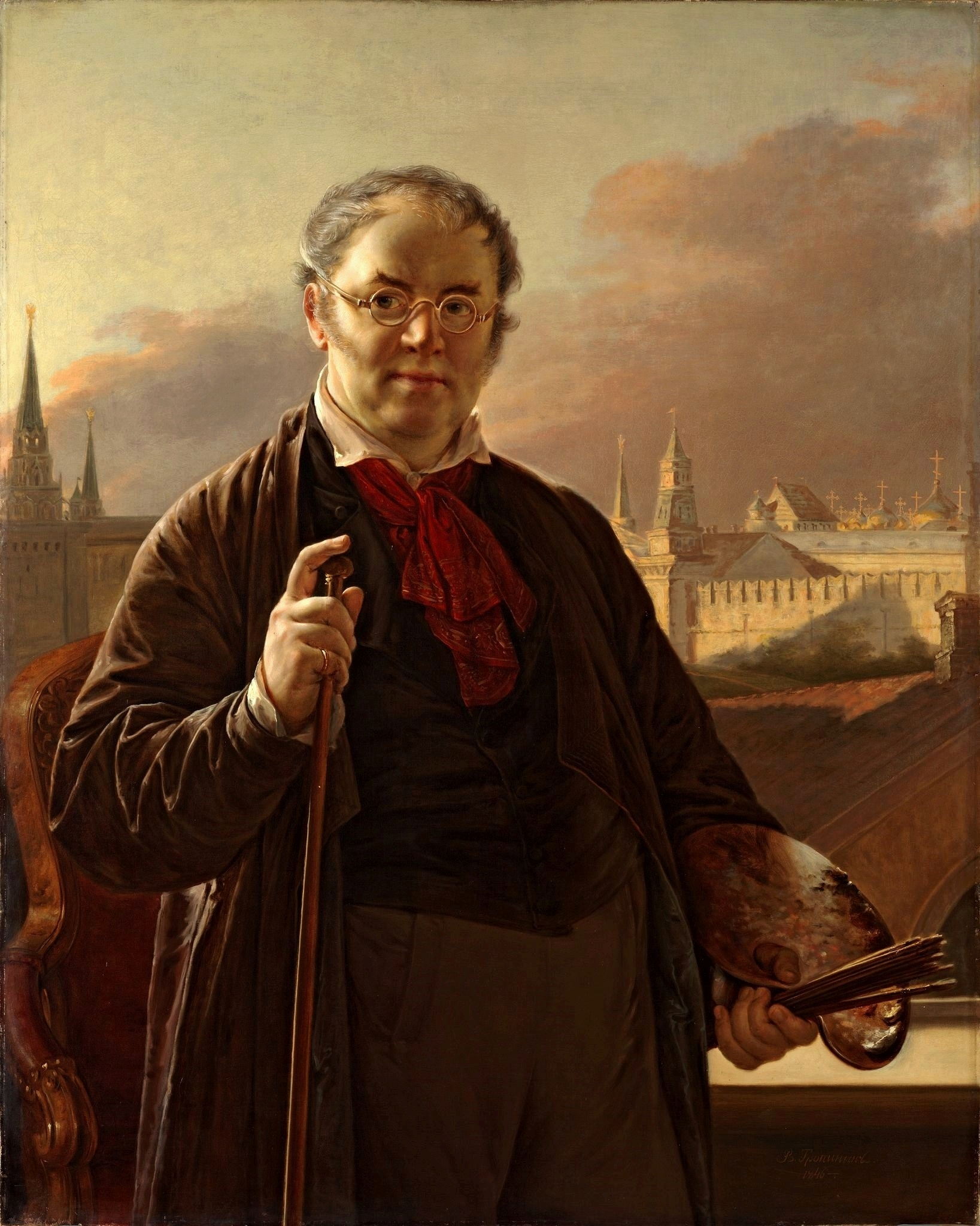
Autoportret

Vasili Andreevici Tropinin (n. 30 martie 1776, Karpovo⁠(d), Q4478093⁠(d), RSFS Rusă, URSS – d. 3/15 mai 1857, Moscova, Imperiul Rus) a fost un pictor romantic rus.

## Lucrări

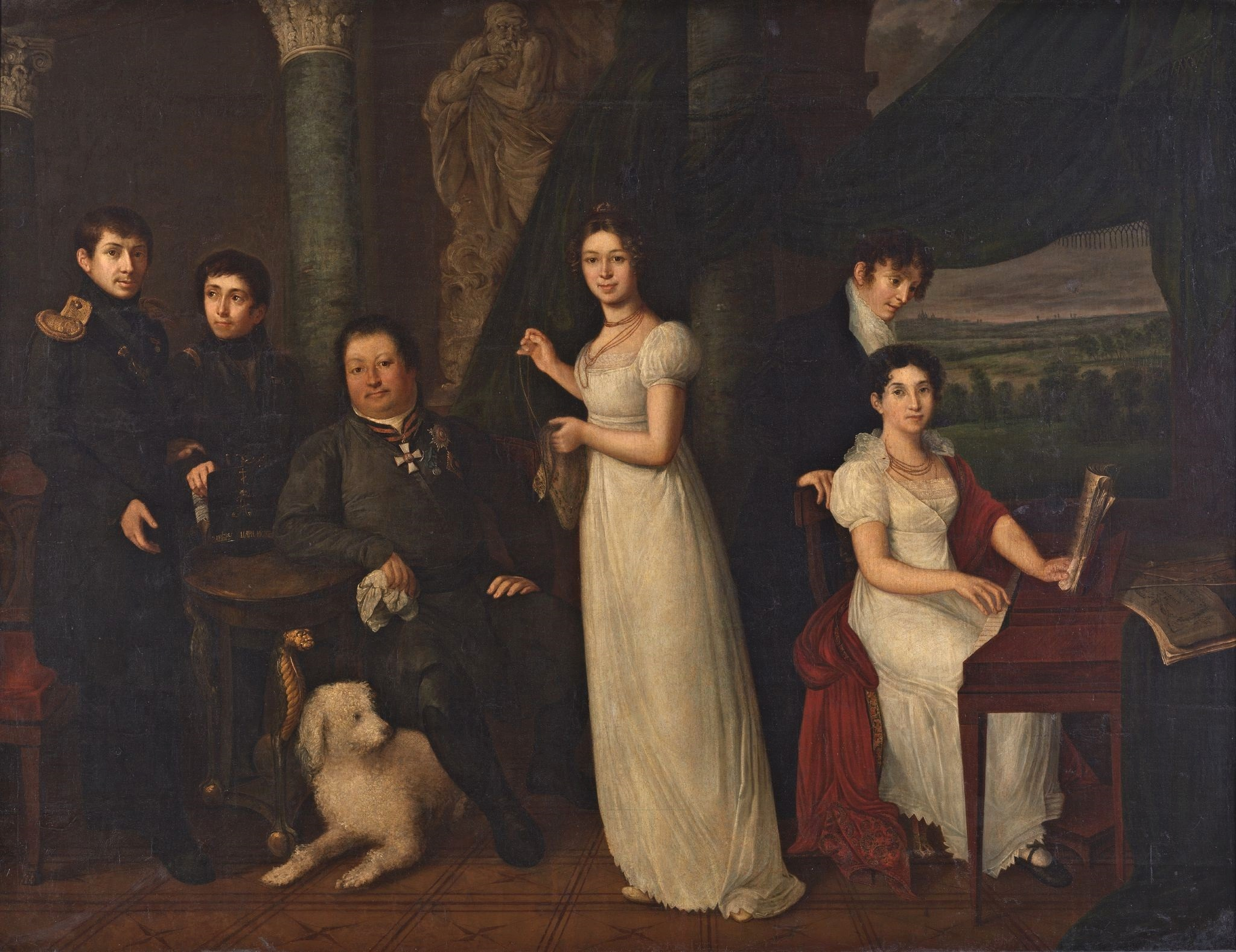
Portretul familiei contelui Morkovs, 1813
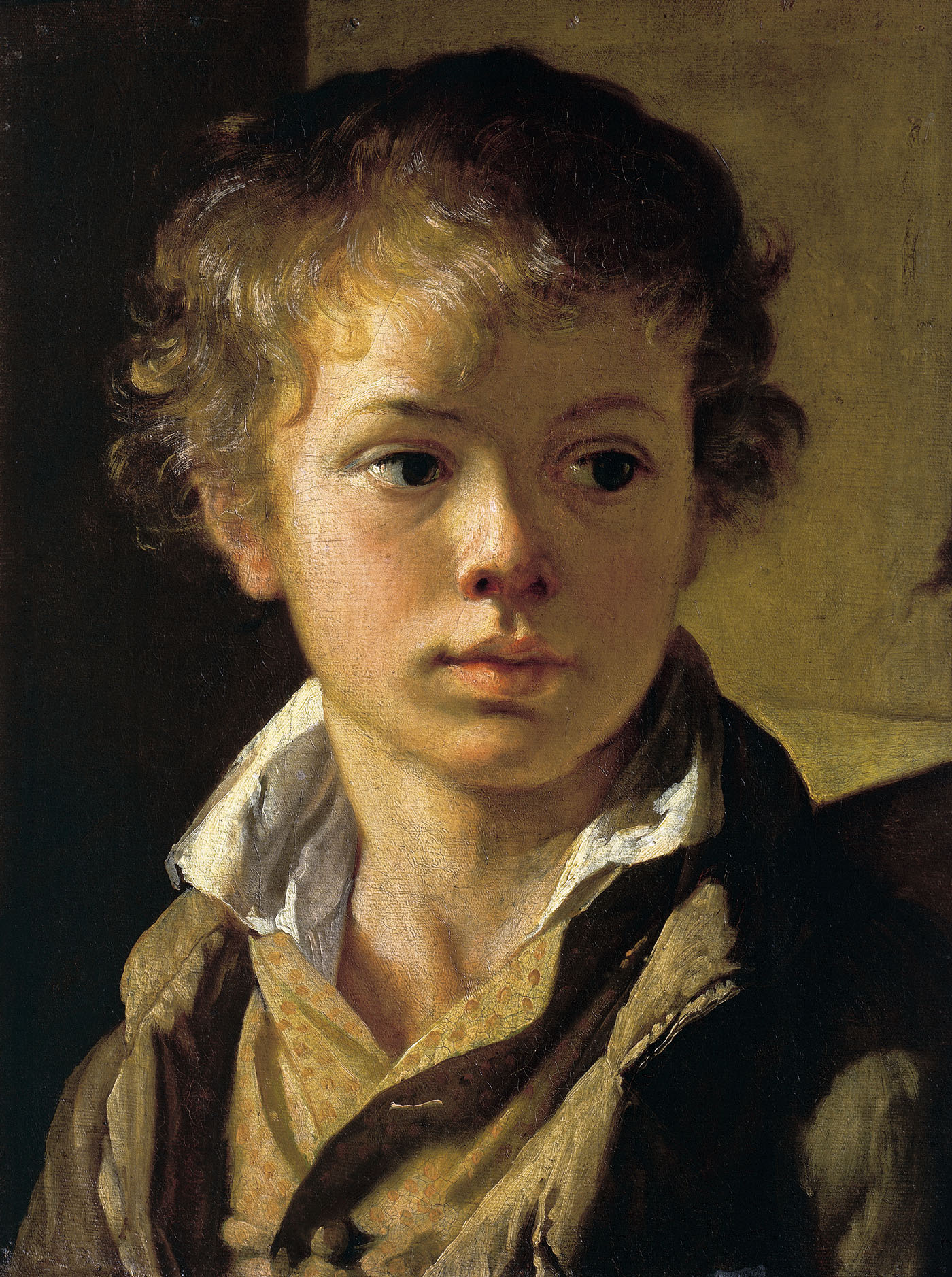
Portetul lui Arseni Tropinin, fiul artistului, 1818
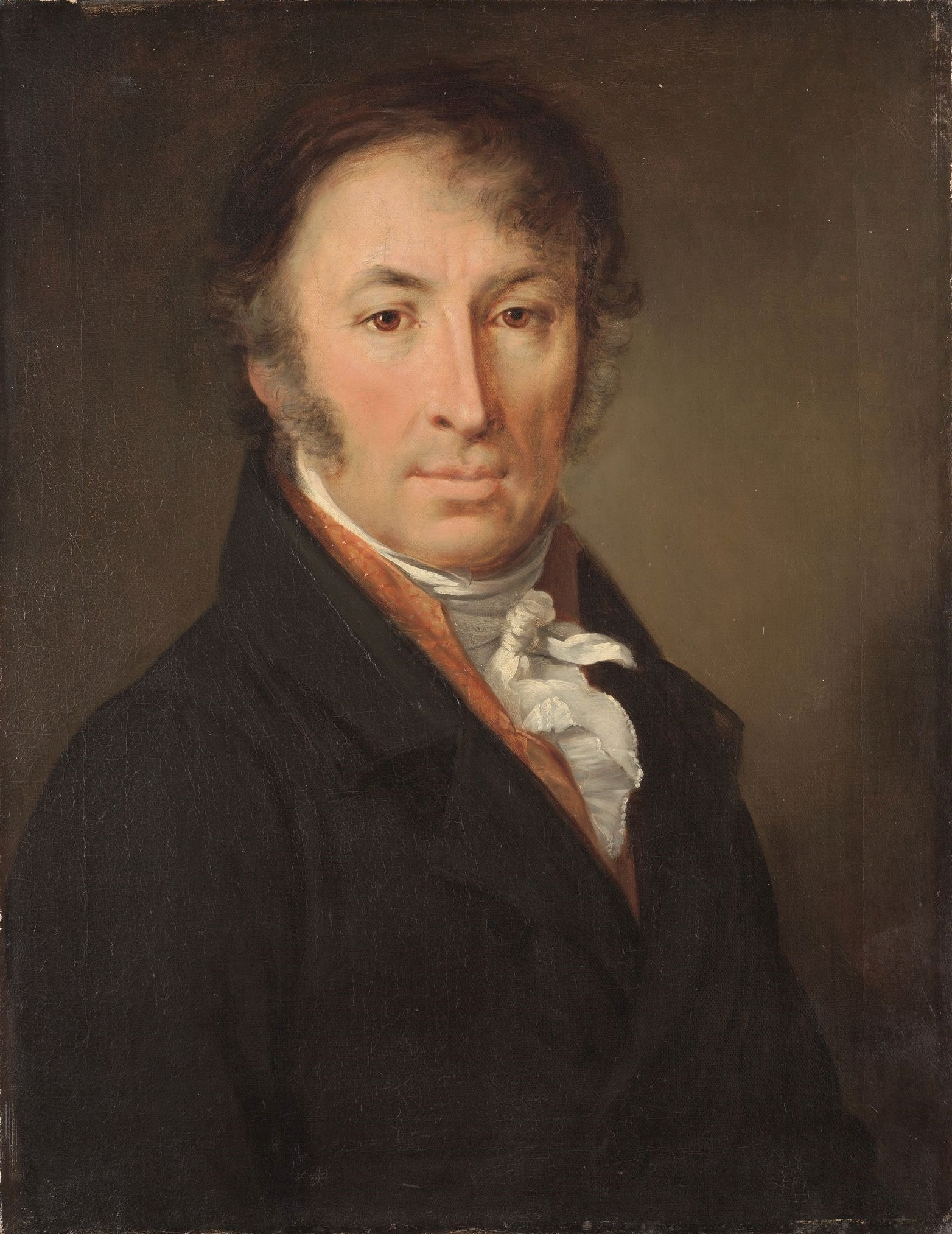
Portretul lui Nikolai Karamzin, 1818
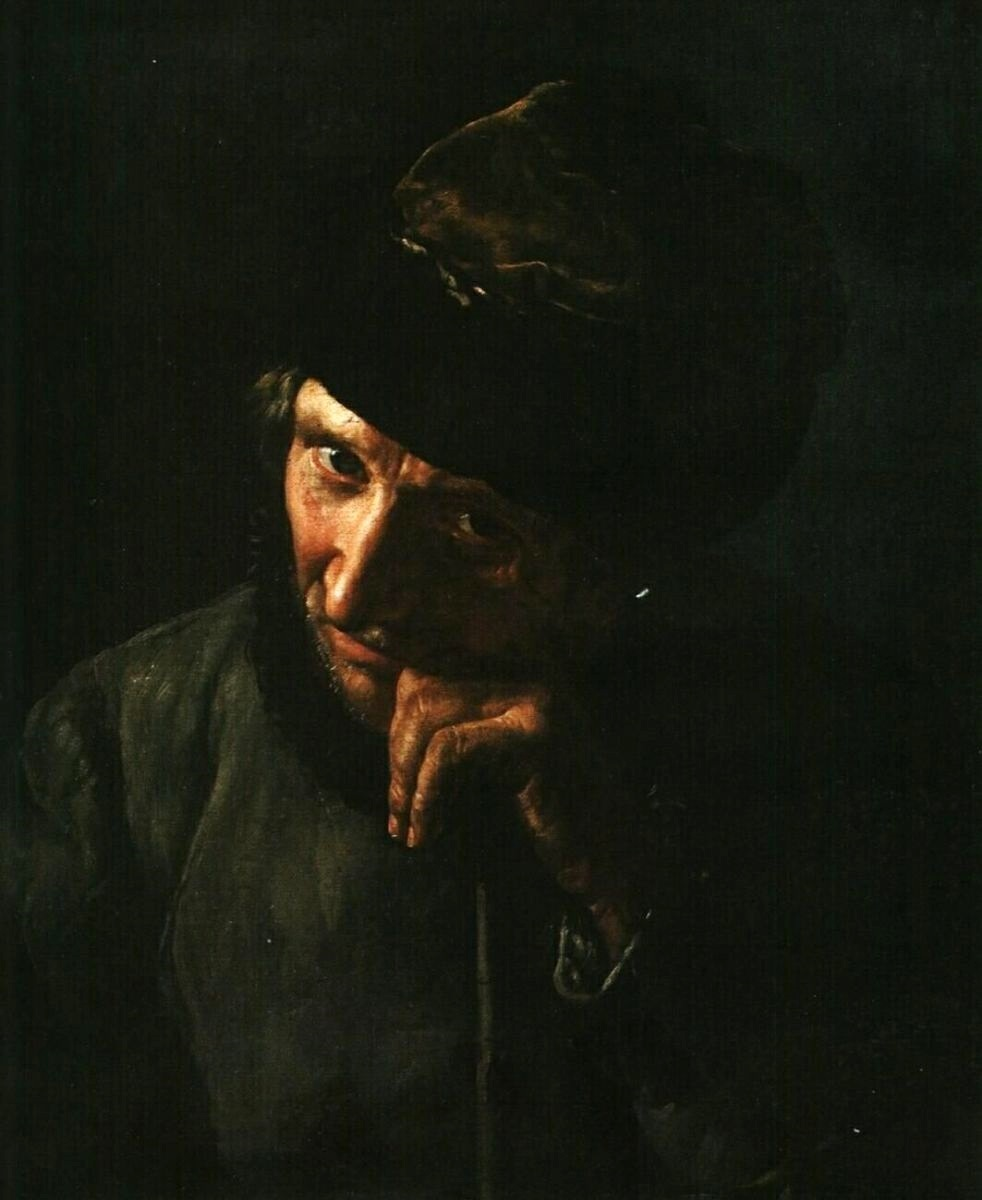
Coach 1820
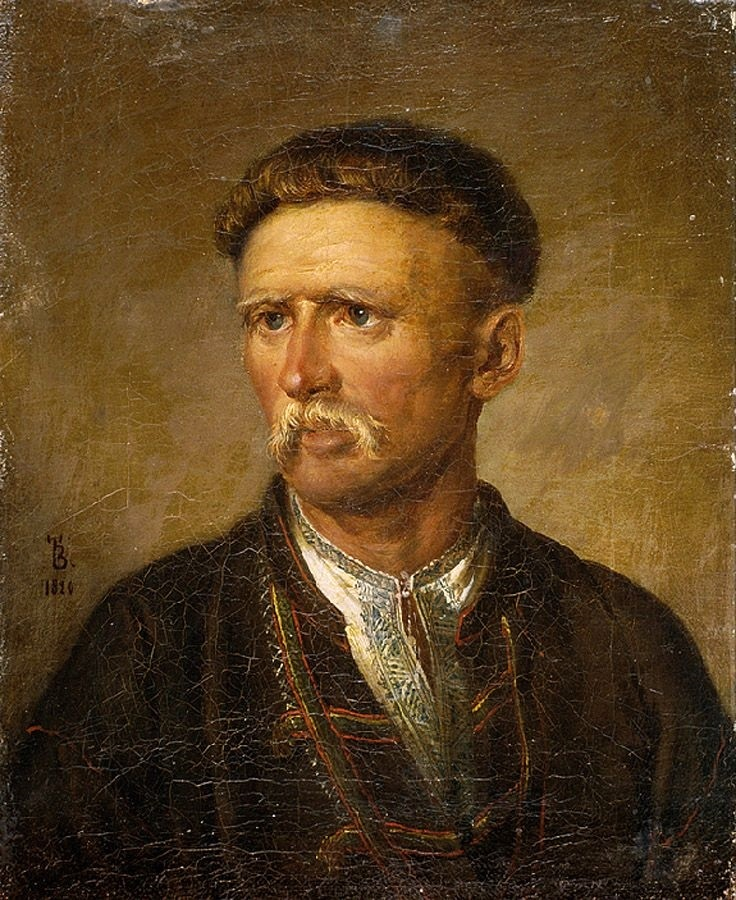
Ustîm Karmeliuk, anii 1820
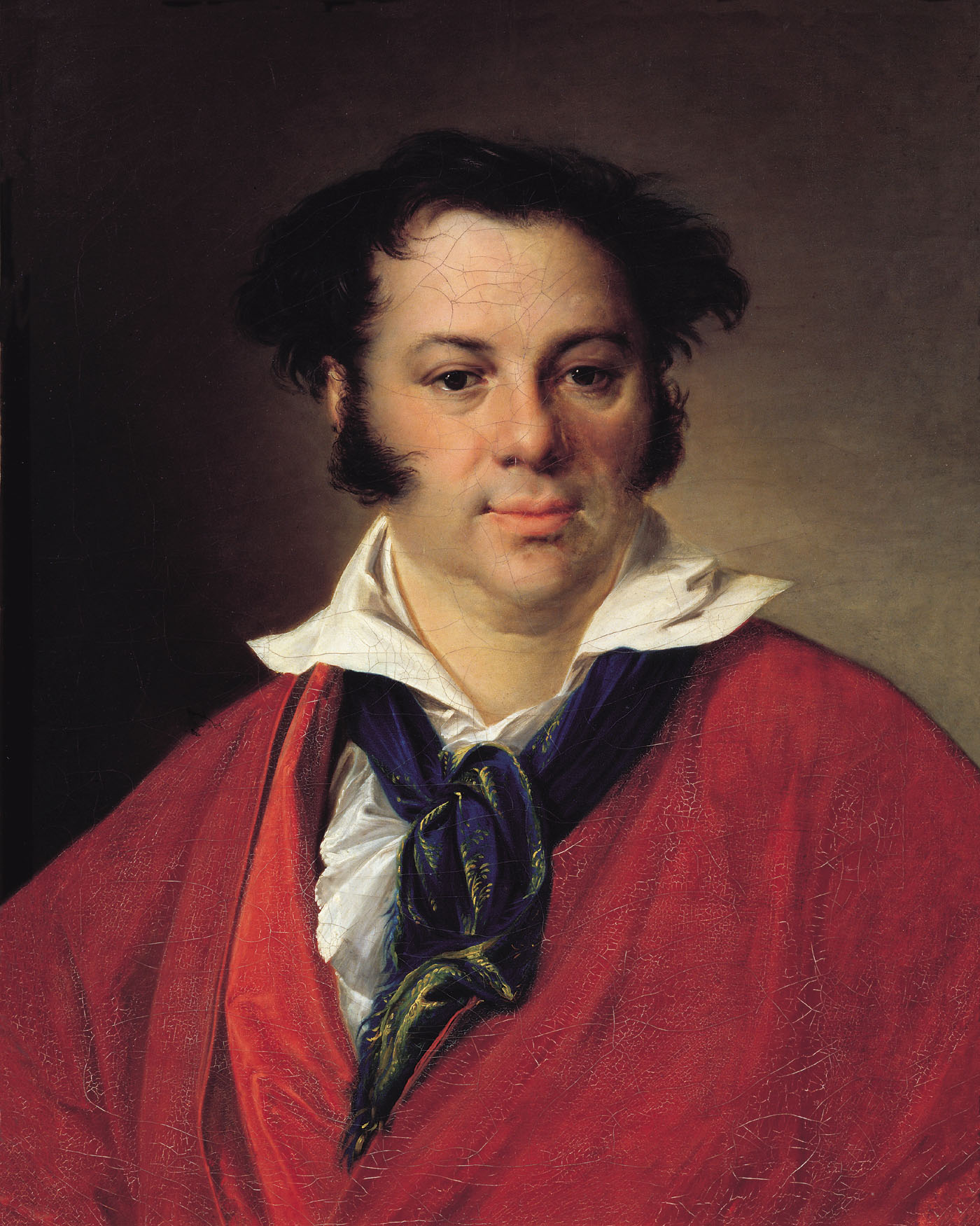
Konstantin Ravici, 1823
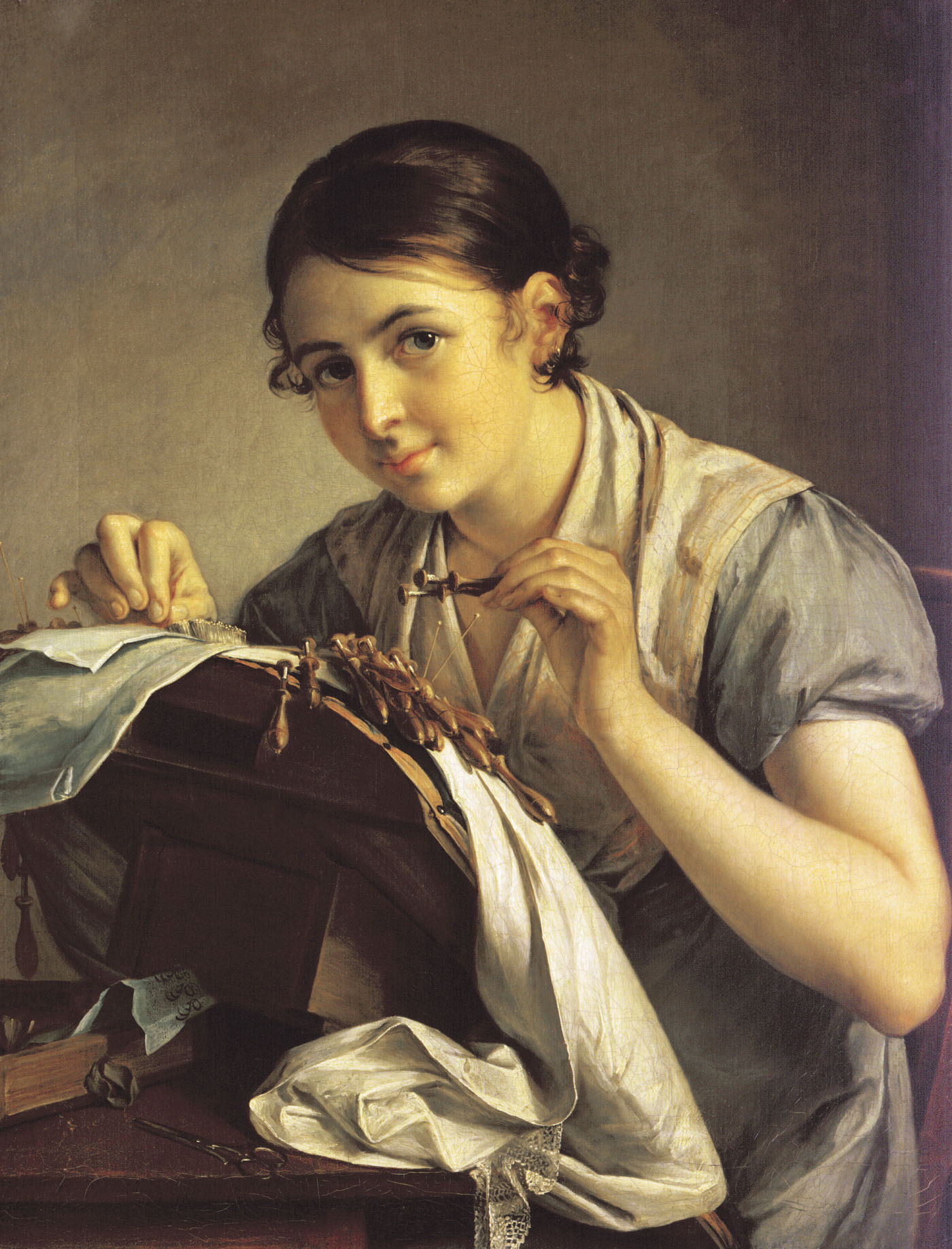
Dantelăreasă, 1823
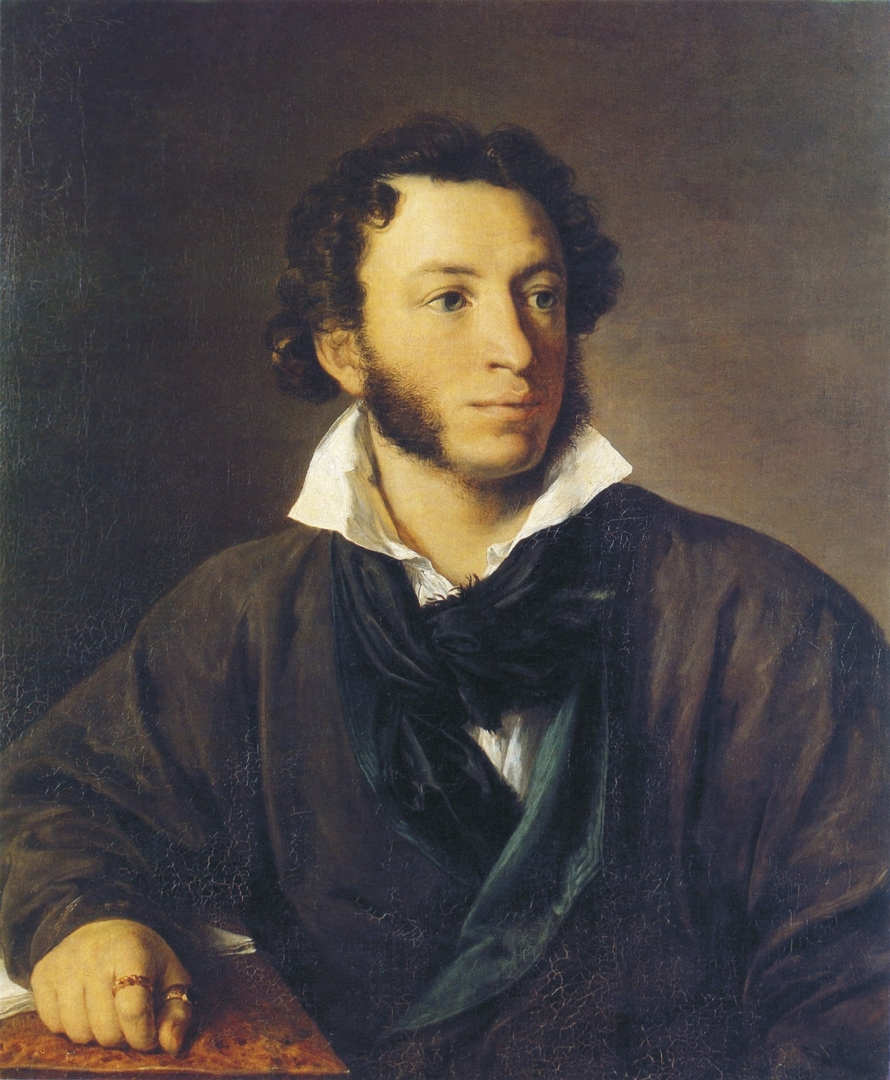
Portretul lui Aleksandr Puşkin, 1827
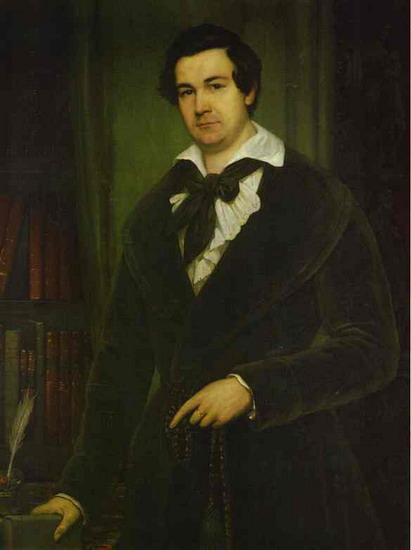
Portretul lui Vasili Karatîghin, 1842

## Legături externe
- Galerie